# John Sterling (commentateur sportif)
Pour les articles homonymes, voir John Sterling.
John Sterling, né le 4 juillet 1938, est un ancien commentateur sportif américain. Il a commenté à la radio les matches de baseball des Yankees de New York de 1989 à 2024. Il animait également l'émission historique Yankees Classics sur la chaîne YES Network.